# Concurrent Versions System
CVS (від англ. Concurrent Versions System) — система контролю версій. Виникла в результаті розвитку RCS. Дік Грун наводить короткі історичні відомості про CVS на своїй сторінці. Вільний переклад частини тексту:
CVS був створений для того, щоб мати можливість працювати з моїми двома студентами над компілятором ACK мови C. У нас трьох були майже несумісні за часом графіки (один студент мав постійне місце роботи, інший з'являвся нерегулярно, а я міг працювати над проєктом лише ввечері). Наш проєкт тривав з липня 1984 до серпня 1985. CVS спочатку називався cmt, оскільки він дозволяв нам фіксувати версії незалежно (від англійського commit — фіксувати).
Код вперше вийшов у світ на конференції mod.sources 23 червня 1986. 
Код, який в результаті набув сучасний вигляд системи CVS, був розпочатий спільно з Brian Berliner у квітні 1989, з наступними доповненнями від Джефа Полка та інших учасників. Браєн Берлінер написав документ з описом покращень програми CVS, які вона встигла набути за час внутрішнього використання у Prisma — сторонньому розробнику ядра SunOS, після чого Браєн випустив її на розгляд суспільства під GPL.
На теперішній час CVS підтримує група волонтерів. Версія CVS для Microsoft Windows, відокремлена у свій проєкт CVSNT.
Відношення CVS до проєкту GNU може трактуватися по різному: на одній сторінці сайт GNU розповсюджує програму як «пакет GNU», а на іншій CVS перебуває у розділі «інший проєкт під ліцензією GPL». На FTP сервері програма лежить у директорії /non-gnu/.

## CVS і Subversion
Subversion спроєктована з підтримкою двійкових файлів, дозволяє мати версії директорій так само, як і файлів, дозволяє перейменовувати файли однією командою зі збереженням історії, має атомарні комміти. 